# Liste des évêques de Lafayette-en-Indiana
Cet article présente une liste des évêques de Lafayette-en-Indiana.
Le diocèse de Lafayette-en-Indiana est érigé le 21 octobre 1944, par détachement de celui de Fort Wayne. Son siège se trouve à la cathédrale Sainte-Marie-de-l'Immaculée-Conception de Lafayette (Indiana).

## Liste des évêques
- 11 novembre 1944-† 20 novembre 1957 : John Ier Bennett (John George Bennett)
- 20 novembre 1957-20 janvier 1965 : John II Carberry (John Joseph Carberry)
- 21 juin 1965-26 octobre 1982 : Raymond Gallagher (Raymond Joseph Gallagher)
- 8 février 1983-† 25 janvier 1984 : George Fulcher (George Avis Fulcher)
- 7 avril 1984-12 mai 2010 : William Higi (William Léo Higi)
- depuis le 12 mai 2010 : Timothy Doherty (Timothy L. Doherty)

## Sources
- L'Annuaire Pontifical, sur le site http://www.catholic-hierarchy.org, à la page